# Synagogue de la rue de Montevideo
La synagogue de la rue de Montevideo est un lieu de culte juif orthodoxe non-consistorial de rite ashkénaze, situé 31 rue de Montevideo, dans le 16e arrondissement de Paris. Elle s'appelle aujourd'hui synagogue Ohel Abraham.

## Histoire
La communauté est fondée en 1893 sous le nom de Société du culte traditionnel israélite.

### Bâtiments
En 1913, une douzaine de familles juives achète un hôtel particulier 31 rue de Montevideo, alors rue Théry, pour le culte. Les locaux étant devenus trop exigus, une véritablement synagogue est construite en 1936. Le rez-de-chaussée est dévolu aux hommes, le balcon du premier étage aux femmes. Des salles de cours et des appartements attribués aux permanents de la communauté sont aménagés dans les étages supérieurs. La première pierre contient un parchemin où figurent les noms des familles ayant participé aux travaux. Une importante rénovation a lieu en 1986.
La façade est ornée d'une imposante étoile de David.
Dans le quartier, la communauté possède également l'immeuble du 23 bis, rue Dufrenoy, où est installé le Centre communautaire Edmond-Weil (CCEW), chargé de ses activités sociales, culturelles et de loisirs,. Il s'agit par ailleurs de l'antenne ouest-parisienne de l'Institut universitaire Elie-Wiesel. Le bâtiment, don d'Edmond Weil après la Seconde Guerre mondiale, a successivement accueilli une Maison juive, une école Talmud Torah, une école Ariel et une école Gabriel.

### Rabbins
Dirigée par le rabbin Simon Langer, puis après le départ de celui-ci à New York, par le grand-rabbin Charles Touati durant une courte période, le rabbin Jean Schwarz prend la direction de la communauté de la rue de Montevideo durant de nombreuses années, jusqu'en juillet 1972, date à laquelle il est remplacé par le rabbin Daniel Gottlieb (1939-2010), rabbin de cette communauté jusqu'en décembre 2002.
De nos jours, le rabbin de la synagogue est Jacky Milevski.